# Jakob Fetz
Jakob Wilhelm Fetz, Spitzname Köbes (* 11. August 1905 in Sülz (Köln); † 21. März 1946 in Berlin) war ein deutscher KPD-Funktionär und KZ-Häftling, der nach dem Zweiten Weltkrieg in der Sowjetischen Besatzungszone hingerichtet wurde.

## Leben
Fetz war der Sohn eines Zimmermanns. Er wurde ebenfalls Zimmermann und bestritt entsprechend  seinen  Lebensunterhalt. Während der Weimarer Republik wurde er Mitglied der KPD und erlangte  in Köln Ende der 1920er Jahre regionale Bekanntheit als Parteifunktionär.  Zunächst war er Politischer Leiter in Köln-Nord, führte eine Klebekolonne und gehörte ab 1929 der Bezirksleitung an. Anfang der 1930er Jahre führte er den Rote-Massen-Selbstschutz. Ende Juli 1929 und Mitte Februar 1930 wurde er zu zwei- bzw. dreimonatiger Haft verurteilt aufgrund seiner Betätigung für den illegalen Rotfrontkämpferbund und einer Nachfolgeorganisation Antifaschistischer Schutzbund. Nach der Haft im Gefängnis Siegburg wurde er 1932 wegen Sprengstoffvergehen erneut verhaftet und in Untersuchungshaft genommen. Zu Beginn der Zeit des Nationalsozialismus wurde er Ende Oktober 1933 durch das Reichsgericht wegen Hochverrats unter Berücksichtigung der bereits verbüßten Untersuchungshaft zu einer dreijährigen Haftstrafe verurteilt.
Nach Haftablauf Ende Oktober 1935 wurde Fetz jedoch nicht aus der Haft entlassen, sondern Mitte Januar 1936 in das KZ Esterwegen eingewiesen und von dort noch im selben Jahr in das KZ Sachsenhausen verlegt. Am 20. April 1939 wurde er  im Zuge der „Geburtstagsamnestie“ Adolf Hitlers aus dem Konzentrationslager entlassen. Eingetragen in der A-Kartei stand er jedoch weiterhin unter Beobachtung der Gestapo. Seine Ehe wurde 1939 geschieden. Kurz nach Beginn des Zweiten Weltkrieges wurde er als politisch rückfälliger Gegner des Nationalsozialismus erneut in das KZ Sachsenhausen verbracht.
Anfang Mai 1940 wurde Fetz als politischer Häftling in das KZ Neuengamme überstellt (Häftlingsnr. 194), wo er als Kapo der Zimmererkolonne und danach im Büro des Arbeitsdienstes eingesetzt wurde. Durch den Schutzhaftlagerführer Wilhelm Schitli wurde er im Januar 1941 zum Lagerältesten im KZ Neuengamme als Nachfolger des morphinsüchtigen Häftlings Richard Maschke ernannt. Damit bekleidete er in Neuengamme die höchste Position der Funktionshäftlingshierarchie und war zur Kooperation mit der Lager-SS bereit um diesen Posten zu behalten. Das Wirken von Fetz als Lagerältester im KZ Neuengamme beschreibt der Historiker Detlef Garbe folgendermaßen:

„Da Fetz auf Anordnung der SS öffentliche Hinrichtungen auf dem Appellplatz ausführte, stieß dies im Kreis seiner Parteigenossen auf starkes Missfallen. Seine starke Position, die er sich durch Brutalität ein straffes Ordnungsregiment, Ämterpatronage und Abhängigkeitsbeziehungen, Förderung politischer Weggenossen und zugleich Unterhaltung guter Kontakte zu kooperationswilligen Funktionshäftlingen auch mit grünem und schwarzem Winkel verschaffte, gewährleistete in Neuengamme eine Stabilisierung im fortlaufenden Kampf um die Macht im ‚Funktionssystem‘. Denn obgleich er sich keiner ‚Parteidisziplin‘ unterordnete, deckte er zugleich jene politischen Häftlinge, die den Aufbau von Widerstandszirkeln organisierten.“

Im November 1944 wurde Fetz im KZ Neuengamme mit weiteren Häftlingen für die SS-Sondereinheit Dirlewanger rekrutiert und war ab Januar 1945 in der Slowakei und wenige Wochen später im Gebiet um Guben bei Kampfhandlungen eingesetzt. Mit weiteren ehemaligen KZ-Häftlingen seiner Einheit gelang ihm Mitte April 1945 bei Burg der Übertritt zur Roten Armee, wobei er Parlamentär war. Bei einer Division der Roten Armee zunächst als Hilfskraft eingesetzt, folgte Ende April 1945 seine Entlassung.
Nach Kriegsende lebte er in Berlin, wo er im Juni/Juli 1945 die Ortsgruppe der KPD in Tempelhof mit aufbaute. Noch 1945 wurde er verhaftet und am 2. Februar 1946 aufgrund von Kriegsverbrechen, Misshandlungen und Beteiligung an Erhängungen von Häftlingen im KZ Neuengamme durch ein Sowjetisches Militärtribunal in Berlin zum Tod durch Erschießen verurteilt. Am 21. März 1946 wurde Fetz hingerichtet.